# For the Honor of the Family
For the Honor of the Family és una pel·lícula muda estrenada el 27 de gener de 1912. Va ser produïda pels Vitagraph Studios, dirigida per Van Dyke Brooke, i interpretada per Maurice Costello, Alec B. Francis i Van Dyke Brooke, entre d'altres.

## Argument
Degut al seu comportament, el coronel Ryder deshereta el seu fill Guy i el treu de casa. Guy, per tal de canviar la seva manera de ser s'allista a l'exèrcit i abandona Anglaterra. Cinc anys després, el coronel Ryder mor deixant la seva filla Alice a càrrec del seu amic el coronel Lawrence. Aquest és destinat a l'Índia i s'emporta a Alice amb ell.
Allà dirigeix el regiment de Guy, que sota el fals nom de Denton ha arribat a tinent. Guy reconeix la seva germana i sap que el seu pare ha mort fent-la a ella hereva universal però ella no el reconeix a ell. El comandant Jervis fa la cort a Alice, la qual se sent afalagada. Guy s'adona de la situació però no sap què fer. Escolta com Jervis la persuadeix de que el visiti a les seves habitacions. A la nit ell també hi va i troba Alice esperant a Jervis que inesperadament ha estat reclamat. Al principi ella se sent molesta per la interferència de Guy però en revelar-li que és el seu germà ella s'adona de la seva follia. En aquell moment arriba Jervis i intenta que ella la segueixi però Guy ho impedeix. Es discuteixen i el comandant treu una pistola. Lluiten i la pistola es dispara en caure i fereix lleument Jervis.
El comandant acusa Guy d'haver-lo atacat i aquest refusa parlar en la seva defensa per tal de no comprometre la seva germana. Alice s'assabenta del que succeeix i confessa la seva follia al coronel Lawrence. Aquest força Jervis a dimitir i a escriure una carta exonerant Guy de tot. La cort marcial declara Guy innocent i finalment pot abraçar la seva germana.

## Repartiment
- Van Dyke Brooke (coronel Ryder)
- Maurice Costello (Guy Ryder)
- Alec B. Francis (coronel Lawrence)
- Hazel Neason (Alice Ryder)
- William R. Dunn (comandant Jarvis)
- Dolores Costello (Alice, com a nena)